# Eintopf
Eintopf je jídlo podobné husté zeleninové polévce, často rolnického původu. Představuje plnohodnotné smíšené jídlo, uvařené v jednom hrnci. Toto německé národní jídlo patří k nejstarším tradičním pokrmům v Evropě.
Eintopf, „jeden hrnec“, se skládá většinou z velkého množství surovin a má velmi hustou konzistenci. Pro jeho přípravu existuje mnoho regionálních receptů.
Typickými hlavními složkami jsou luštěniny, jako je hrách, fazole nebo čočka, dále zelenina, jako je brukev zelná, tuřín, mrkev nebo brambory, a také produkty z obilí, jako jsou kroupy, chléb nebo nudle, vařené ve vodě nebo vývaru. V závislosti na receptuře také pórek, celer a cibule, maso, klobása nebo slanina (ty jsou často naložené nebo uzené).

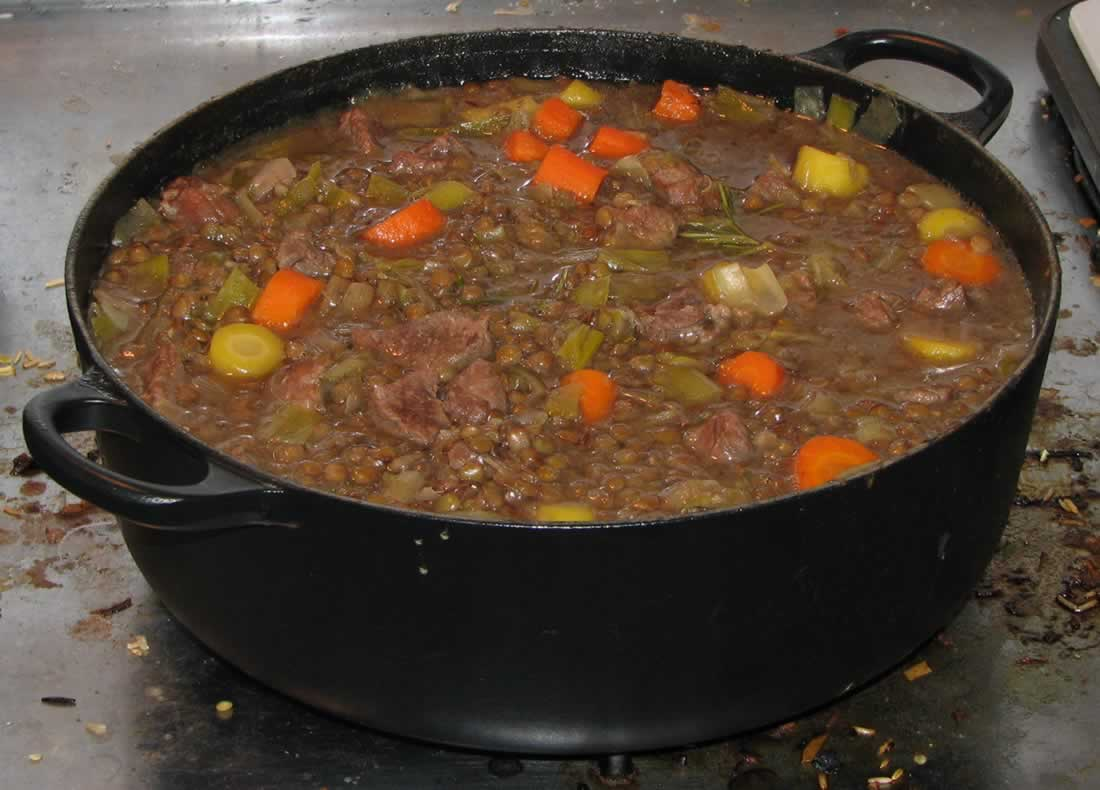
Čočkový eintopf s jehněčím masem

Pokrmy, které se připravují v jednom hrnci jsou velmi staré a rozšířené po celém světě. Známé eintopf pokrmy jsou např. čočkový eintopf („Linseneintopf"), pichelsteiner, gaisburger marsch, steckrübeneintopf a šoulet. Při přípravě těchto pokrmů záleží na poměru surovin a dodržení správného postupu.
Největší slávu zažíval eintopf během válek, při nedostatku potravin kdy se se vařilo, co dům dal, a vznikalo velké množství zajímavých variant. Často se vařil v chudých rodinách, ale i při nedostatku času při žních, když bylo velké praní atd. Většinou se eintopf používá jako hlavní chod, je totiž velmi sytý. V případě některých receptů se hustotou podobá guláši. Příprava pokrmu v jednom hrnci je praktická při úklidu, ale nejdůležitější je konečná chuť, která spojením všech vůní a chutí surovin bývá nenapodobitelná.
Kdysi pokrm chudých lidí lze dnes nalézt i na jídelních lístcích dobrých restaurací.

## Historie

### Název pokrmu
Kuchařská technika přípravy kompletního jídla z různých ingrediencí v jednom hrnci bývala rozšířena zejména v severním Německu a až do východního Pruska, protože tam běžný dolnoněmecký Hallenhaus měl dlouhou dobu otevřené ohniště a ne uzavřený sporák. Nad otevřeným ohněm mohl být zavěšen pouze kotel. Pokrmy vařené společně ze zeleniny, brambor a masa bývaly regionálně známé jako „Durcheinander“(zmatek), protože pro ně neexistoval žádný jiný výraz. "Přestože společné vaření bylo součástí každodenní výživy na venkově i ve městě ještě dlouho do 19. a 20. století, shrnující pojem "Eintopf" stále chybí."
Pokrm z jednoho hrnce byl u německé armády zaveden ve francouzsko-pruské válce prostřednictvím vynálezu Erbswurstu. Takzvaná Gulaschkanone nahradila v roce 1910 a za první světové války dříve používané velké kuchyně. Jenže zatímco slovník tehdejšího vojenského žargonu uvádí výraz Gulaschkanone a jeho synonymum Erbsendroschke, slovo Eintopf se v něm stále ještě nevyskytuje. Rumfordská polévka byla sice také eintopf pokrmem, ale nebyla takto pojmenována.
Německé slovo „Eintopf" pro pokrmy připravované v jednom hrnci a podávané jako hlavní jídlo vzniklo podle pramenů až na počátku 20. století. Starší kuchařky tento pojem neznají. V Dudenu je první záznam pro Eintopf až ve vydání z roku 1934, ve starších vydáních se neobjevuje. Použití je však příležitostně doloženo již pro dobu před rokem 1933.

### Kulturní historie
Vaření různých surovin dohromady a kombinování masa a zeleniny v jednom hrnci je pravděpodobně jednou z nejstarších známých technik vaření. Je stará tisíce let a známá ve všech kulturách.
Příkladem historických eintopf pokrmů jsou kaše římských gladiátorů, které kromě ječné kaše obsahovaly velké fazole, dále pokrm Germánů smíchaný z obilí, zeleniny a masa, a hominy, pokrm severoamerických indiánů a pozdějších raných osadníků z drcené kukuřice, fazolí a masa nebo ryb.
Speciálním hrncem pro vaření na otevřeném ohni bez kotle je třínohý Dutch oven. Takové hrnce jsou známé v různých kulturách. V arabském světě tvořilo veškeré vybavení kuchyně pouze ohniště s trojnohou varnou nádobou nad ním, které bylo v domě nebo na dvoře
Totéž platilo o kuchyních nižších vrstev ve starověkém Římě a Řecku.
Dalšími příklady jsou severoafrický tažín nebo v některých balkánských zemích sač.
Variací na vaření v nádobě je vývoj vícepatrových hrnců s vložkami běžně používanými v arabské a čínské kuchyni. Ve spodní části hrnce se dusí zelenina, v děrovaném nástavci nahoře se zároveň dusí rýže nebo kuskus. V Číně se takto vyrobený eintopf nazývá keng.Japonská kuchyně používá obecný termín nabemono pro pokrmy, které se připravují v jednom hrnci nebo pánvi. Jedním z nejoblíbenějších eintopfů tohoto typu je shabu shabu.
Typické kari pokrmy indické kuchyně lze také označit jako eintopf pokrmy nebo také jako ragú.
Také pilaf je jídlo, které lze považovat za eintopf pokrm.